# Brug 1015
Brug 1015 was een bouwkundig kunstwerk in Amsterdam-Zuidoost.
Ze maakte vanaf 1966 deel uit van de infrastructuur van deze toen nog toekomstige woonwijk. In de woonwijk werd een systeem van gescheiden verkeersstromen geïntegreerd. Snelverkeer werd afgewikkeld via dreven op een dijklichaam, langzaam verkeer werd afgewikkeld op straten en paden op maaiveld niveau. Om dit te kunnen realiseren was een groot pakket aan bruggen en viaducten nodig. Deze werden voor het merendeel ontworpen door architect Dirk Sterenberg voor of in samenwerking met de Dienst der Publieke Werken. Voor de ongelijkvloerse kruising dreef en pad werd veelal gebruik gemaakt van een standaard ontwerp. Dat geldt ook voor deze brug 1015, die werd neergelegd in de Bijlmerdreef over het Kelbergenpad. De viaducten zijn te herkennen aan de afgeronde randplaten, de standaard leuningen, de betegeling van de taluds en betonblokken op het wegdek.
Bij nieuw inzicht in de jaren negentig zag de Gemeente Amsterdam liever dat het oostelijke stuk van de Bijlmerdreef vanaf de Gooiseweg geen weg voor snelverkeer bleef, maar een brede stadsstraat. Het dijklichaam werd afgegraven en de Bijlmerdreef kwam daar ook op maaiveldniveau te liggen. Hoogbouwflats maakten plaats voor laagbouw woningen. Het viaduct werd dus overbodig en verdween uit het straatbeeld. Elders in het stadsdeel zijn de bruggen van Sterenberg behouden gebleven, bijvoorbeeld de Putterbrug (brug 1014), 400 meter naar het westen in hetzelfde ontwerp in dezelfde dreef.
In het zuidelijk kwadrant van de kruising lag en ligt Gulden Kruis, een scholencomplex.
<<< · 1000 · 1001 · 1002 · 1003 · 1004 · 1005 · 1006 · 1007 · 1008 · 1009 · 1010 · 1011 · 1012 · 1013 · 1014 · 1018 · 1028 · 1029 · 1030 · 1032 · 1033 · 1034 · 1035 · 1036 · 1037 · 1038 · 1039 · 1040 · 1041 · 1044 · 1045 · 1046 · 1048 · 1049 · 1050 · 1051 · 1062 · 1063 · 1064 · 1065 · 1066 · 1067 · 1076 · 1077 · 1078 · 1083 · 1090 · 1092 · 1093 · 1094 · 1095 · 1096 · 1097 · 1098 · 1099 · >>>
Brugnummers  1015, 1016, 1017, 1019, 1020, 1021, 1022, 1023, 1024, 1025, 1026, 1027, 1031, 1042, 1043, 1047, 1052/1053 (niet gebouwd), 1054, 1055, 1056, 1057, 1058, 1059, 1060, 1061, 1068, 1069-1075, 1079, 1080, 1081, 1082, 1084-1088, 1089 en 1091 (onbekend) zijn niet meer vergeven. De meesten daarvan zijn gesloopt in verband met sanering Zuidoost. Alle bruggen lagen en liggen in Zuidoost behalve bruggen 1000 en 1002.